# Rapports Kinsey
Pour les articles homonymes, voir Kinsey.

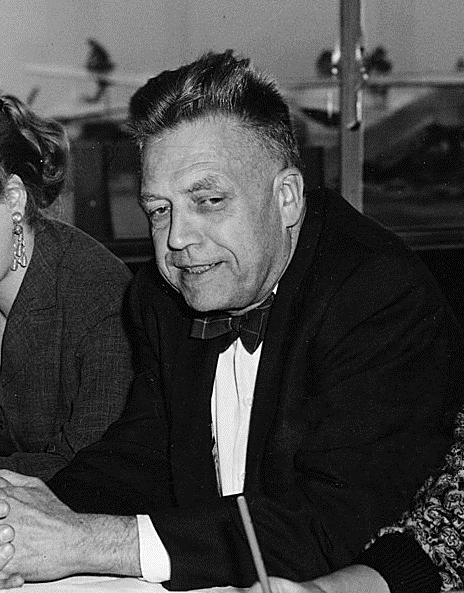
Alfred Kinsey en 1955.

Les Rapports Kinsey (Kinsey Reports en anglais) sont deux livres découlant des recherches du Dr Alfred Kinsey sur le comportement sexuel humain : Sexual Behavior in the Human Male (1948) et Sexual Behavior in the Human Female (1953), qui représentent un apport essentiel à la recherche statistique et scientifique sur la sexualité humaine dont ils marquent le début,.
Leur contenu étonna le grand public et prêta immédiatement à la controverse ainsi qu'au sensationnalisme : à l'époque, ils provoquèrent une polémique, certaines observations défiaient les croyances à propos de la sexualité humaine et discutaient de sujets tabous.
Les rapports Kinsey ont en particulier remis en cause la vision hétérocentrée qui prédominait dans les États-Unis des années 1950. Ces travaux de recherche mettent en évidence la diversité des orientations sexuelles : ainsi, d'un tiers à la moitié de la population américaine aurait eu une expérience ou des réactions homosexuelles, sans que cela ne remette en cause les rapports hétérosexuels. Ces travaux ont été l'objet de plusieurs critiques, notamment en ce qui concerne l'échantillonnage choisi par Kinsey ; des travaux ultérieurs, prenant en compte la critique sur l'échantillonnage, « n'ont rien changé aux conclusions de Kinsey ».

## Découvertes

### Orientation sexuelle
Différentes parties des Rapports Kinsey à propos de la diversité de l'orientation sexuelle sont régulièrement mises à contribution pour affirmer qu'environ 10 % de la population humaine est homosexuelle. Cependant, les découvertes ne sont pas aussi tranchées et Kinsey évitait et désapprouvait l'utilisation de termes comme homosexuel et hétérosexuel pour décrire les individus, affirmant que la sexualité évolue au fil du temps et que le comportement sexuel peut à la fois être vu comme un contact physique et une manifestation de la pensée (désir, attirance sexuelle et fantasme).
À la place de trois catégories, (hétérosexuel, bisexuel et homosexuel), Kinsey a proposé un système à sept degrés. L'échelle de Kinsey catégorise les comportements sexuels de 0 à 6, allant de complètement hétérosexuel à complètement homosexuel. Une catégorie 7 a été créée par les collègues de Kinsey pour catégoriser les asexuels.
Les rapports affirment que près de 46 % des sujets mâles ont sexuellement «  réagi  » face à des sujets d'un sexe ou l'autre pendant leur vie adulte et 37 % ont vécu au moins une expérience homosexuelle. 11,6 % des hommes blancs âgés entre 20 et 35 ans ont reçu un degré de 3 en se basant sur leurs expériences sexuelles en tant qu'adultes. L'étude a aussi rapporté que 10 % des mâles américains étudiés étaient «  plus ou moins exclusivement homosexuels pendant au moins trois ans entre les âges de 16 ans et 55 ans  »,, c'est-à-dire dans les catégories 5 et 6.
7 % des femmes célibataires âgées de 20 à 35 ans et 4 % des femmes mariées auparavant, aussi âgées de 20 à 35 ans, ont été classées dans la catégorie 3 de l'échelle de Kinsey pour cette période de leur vie. De 2 à 6 % des femmes, âgées de 20 à 35 ans, ont été classées dans la catégorie 5 et de 1 à 3 % des femmes non mariées âgées de 20 à 35 ans ont été classées exclusivement homosexuelles.

#### Échelle de Kinsey

Représentation graphique de l'échelle de Kinsey.

Les enquêtes menées par Alfred Kinsey au tournant des années 1950 ont permis de constater que homosexualité et hétérosexualité ne sont pas deux orientations sexuelles et amoureuses exclusives. Elles constituent plutôt les pôles d'un même continuum de l'orientation sexuelle. À partir de deux études sur le comportement sexuel des Américains effectuées auprès de quelque 5 300 hommes (en 1948) et de 8 000 femmes (en 1953), Kinsey a conçu une échelle portant sur la diversité des orientations sexuelles. Cette échelle, graduée entre hétérosexualité (0) et homosexualité (6), avait comme but d'évaluer les individus en fonction de leurs expériences et leurs réactions psychologiques :
| Score | Explication                                                     |
| ----- | --------------------------------------------------------------- |
| 0     | Exclusivement hétérosexuel(le)                                  |
| 1     | Prédominance hétérosexuelle, expérience homosexuelle            |
| 2     | Prédominance hétérosexuelle, occasionnellement homosexuel(le)   |
| 3     | Bisexuel sans préférence                                        |
| 4     | Prédominance homosexuelle, occasionnellement hétérosexuelle(le) |
| 5     | Prédominance homosexuelle, expérience hétérosexuelle            |
| 6     | Exclusivement homosexuel(le)                                    |

Ce schéma montre la diversité possible des orientations sexuelles. Selon Kinsey, tout être humain porte en lui une composante hétérosexuelle et une composante homosexuelle. Celles-ci s’aménageant diversement d’une personne à l’autre, on ne peut finalement établir des catégories sexuelles étanches et «  tranchées au couteau  ». De plus, s’ajoute à l’acte sexuel, les questions de sensibilité et d’affectivité qui complexifient davantage les choses.

### Rapports sexuels en mariage
La fréquence moyenne des coïts au sein des couples mariés, tel que rapportée par des femmes, était
- de 2,8 fois par semaine à la fin de l'adolescence ;
- de 2,2 fois par semaine à l'âge de 30 ans ;
- et de une fois par semaine à l'âge de 50 ans.

### Rapports sexuels hors mariage
Kinsey a estimé qu'environ 50 % de tous les hommes mariés ont eu des relations sexuelles extra conjugales. Environ 26 % des femmes dans la quarantaine avaient eu une relation hors mariage. Entre 1 sur 6 et 1 sur 10 des femmes âgées de 26 à 50 ans avaient des relations sexuelles hors mariage. Cependant, Kinsey avait catégorisé les couples qui avaient vécu ensemble pendant au moins un an comme étant mariés, ce qui biaisait les données sur les relations sexuelles hors couple,.

### Sadomasochisme
12 % des femmes et 22 % des hommes ont rapporté avoir eu une réaction sexuelle face à une histoire sadomasochiste.

## Méthodologie
Les données furent principalement recueillies lors d'interviews, qui furent codées pour maintenir la confidentialité. Les journaux intimes de personnes condamnées pour avoir eu des relations sexuelles avec des enfants furent aussi mis à contribution.
Les données furent saisies dans des banques de données pour faciliter leur traitement. Tout ce matériel, incluant les notes des premiers chercheurs, peut encore (en 2008) être consulté au Kinsey Institute par les chercheurs qui font la preuve que cela peut servir leurs recherches. L'institut permet aussi aux chercheurs de recourir à des logiciels de traitement statistique (tels que PSPP et SPSS) pour analyser les données.
Les sujets étudiés se prêtaient au sensationnalisme. S'appuyant sur les informations publiées par Kinsey, certains affirmèrent[réf. nécessaire] que 10 % de la population est homosexuelle et que les femmes, dans le cadre du mariage, augmentent leur plaisir en se masturbant avant un rapport sexuel. Kinsey n'aurait jamais écrit ces affirmations.

## Critiques

### Oppositions selon des critères moraux
Les livres ont été régulièrement critiqués par les conservateurs américains comme favorisant la dégénérescence.
Sexual Behavior in the Human Male apparait sur deux listes différentes comme pires livres des temps modernes. Il était 3e du Intercollegiate Studies Institute et 4e sur le « Ten Most Harmful Books of the Nineteenth and Twentieth Centuries  » du siteHuman Events.

### Critiques psychanalytiques
En 1954 un psychanalyste et un gynécologue américains font paraître Kinsey's Myth of Female Sexuality- The Medical Facts (L'erreur de Kinsey, ce qu'il n'a pas dit sur la femme et son comportement sexuel).

### Problèmes méthodologiques
Les travers méthodologiques reprochés aux travaux de Kinsey sont de trois ordres : problèmes dans l'échantillonnage, fraudes quant à certaines sources et motivations personnelles pouvant avoir faussé l'enquête.
Par exemple, certains témoignages publiés par Kinsey l'amènent à prêter à l'enfant prépubère une sexualité génitale orgasmique comparable à celle de l'adulte. Dès la parution des ouvrages de Kinsey, des experts en statistiques et en psychologie ont affirmé que certaines données avaient été obtenues en interrogeant des délinquants et des pédophiles, accusations que l'institut Kinsey a d'abord contestées,,,, puis reconnues en 1995. L'institut Kinsey a alors admis que toutes les données statistiques sur ces "orgasmes infantiles" provenaient d'une seule source. Il s'agissait de la retranscription du journal de Rex King, pédophile ayant exploité sexuellement des enfants.

#### Échantillonnage contesté
Les critiques de nature académique portent sur le choix des échantillons et le biais échantillonnal. Les deux problèmes principaux identifiés sont :
1. Une portion significative des sujets étaient des prisonniers ou des prostitués[12],[24] ;
2. Les personnes qui ont participé aux interviews sur des sujets tabous étaient probablement des personnes qui s'étaient volontairement désignées, ce qui crée un biais statistique vis-à-vis de la population étudiée.

##### Rapport de l'American Statistical Association, 1954
En 1954, un comité de l'American Statistical Association, composé de William Cochran, Frederick Mosteller et John Tukey, a recensé un certain nombre de problèmes dans la méthode d'échantillonnage de Kinsey.
Le rapport se veut modéré :

« Nous avons essayé de rédiger ce rapport de façon à minimiser la possibilité de malentendu. Pour ce faire, il est nécessaire de faire face à de nombreux aspects détaillés des travaux, un par un. Par un choix judicieux des thèmes et des attitudes, il aurait été possible d'écrire deux rapports factuellement corrects, dont l'un aurait laissé l'impression que le travail de Kinsey était de la plus haute qualité, l'autre que le travail était de mauvaise qualité et que les principales questions avaient été éludées. Nous n’avons écrit aucun de ces deux rapports extrêmes. »

— Rapport de l’ASA, page 1, 1954,
Le rapport de l’ASA loue les aspects statistiques et méthodologiques du travail de Kinsey, d’une qualité qui surpasse tout ce qui a été fait auparavant :

« Les aspects statistiques et méthodologiques du travail de Kinsey représentent un travail remarquable en comparaison avec d'autres grandes études de sexe. En comparant le travail de Kinsey avec les neuf autres études majeures sur le sexe (dont quatre ont été financées et supervisées par le même comité du National Research Council), le rapport de Kinsey était supérieur à tous les autres :
- dans la couverture systématique de leurs données
- dans le nombre d’items recensés
- dans la composition de leur échantillon en ce qui concerne l’âge, l’éducation, la religion, la répartition rural-urbain, la situation professionnelle et géographique
- dans le nombre et la variété de contrôles méthodologiques qu'ils emploient dans leurs analyses statistiques.

Autant que nous pouvons en juger par notre connaissance actuelle, ou à partir des évaluations critiques d'un certain nombre d'autres spécialistes qualifiés, la qualité de leurs relevés/interviews était parmi les meilleures. »

— Rapport de l’ASA, page 2 1954,
Un autre rapport critique mais excuse les biais d’échantillonnage :

« Beaucoup des conclusions de Kinsey sont soumises à caution en raison d'erreurs possibles dans la constitution des échantillons. Cela n’est pas une critique de leur travail (même si elle est une critique de certaines de leurs interprétations). À ce jour, aucune étude de sexe d'une population humaine large, qu’elle soit médicale, psychiatrique, psychologique ou sociologique, n’a été en mesure d'éviter cette difficulté, et nous croyons que Kinsey ne pouvait éviter l'utilisation d'un échantillon non probabiliste au début de leur travail »

— Rapport de l’ASA, page 2, 1954,
Parmi les trois membres qui constituaient la commission d’évaluation, Tukey est probablement celui qui s'est le plus exprimé à ce sujet : «  Une sélection aléatoire de trois personnes aurait probablement été plus représentative qu'un groupe de 300 choisi par M. Kinsey.  »,,.

##### Autres critiques
D'autres critiques sont émises par d'importants psychologues américains, tel Abraham Maslow. Avant la publication par Kinsey de ses rapports, Maslow a testé le biais des échantillons retenus et a conclu de son examen que les échantillons de Kinsey n'étaient pas représentatifs de la population en général. Maslow et Sakoda notèrent que Kinsey n'avait pas considéré le «  biais des volontaires  ». Les données publiées ne représentaient que ceux qui participaient volontairement aux discussions sur les tabous. Or, d'après Maslow, les personnes volontaires pour une enquête sur la sexualité avaient un degré plus élevé d'estime d'eux-mêmes, lequel était corrélé avec un comportement sexuel non conventionnel.

##### Réponses du Kinsey Institute, amélioration des analyses statistiques
En réponses à ces critiques, Paul Gebhard, le successeur de Kinsey à la direction du Kinsey Institute, institut qui détient toutes les interviews réalisées par Kinsey et son équipe, a mis des années à «  nettoyer  » les données de Kinsey, éliminant par exemple tout le matériel provenant de détenus. En 1979, Gebhard et Alan B. Johnson publièrent The Kinsey Data: Marginal Tabulations of the 1938–1963 Interviews Conducted by the Institute for Sex Research. Leur conclusion fut qu'aucune des valeurs originellement estimées par Kinsey n'était perturbée de façon significative par ces biais. Les prisonniers, les prostitués mâles et ceux qui avaient volontairement participé aux études sur les tabous sexuels avaient les mêmes tendances sexuelles que la population en général.
Les résultats furent résumés par l'historien, scénariste et militant pour les droits gay Martin Duberman :
« À la place du 37 % de Kinsey (pour les hommes ayant eu au moins une expérience homosexuelle), Gebhard et Johnson obtinrent 36,4 %. L'estimé de 10 % (hommes ayant été « plus ou moins exclusivement homosexuels pendant au moins 3 ans entre les âges de 16 ans et 55 ans »), en excluant les prisonniers, devint 9,9 % pour les blancs ayant reçu au moins 12 ans de scolarité et de 12,7 % pour les autres moins éduqués. »
— Martin Duberman

##### Recherches alternatives
Certains scientifiques s'opposent cependant au «  nettoyage  » de données qu'ils jugent non représentatives. En conséquence, des études supplémentaires par d'autres chercheurs furent réclamées. Les résultats d'un sondage, auprès de 3 321 mâles américains dans leur vingtaine ou trentaine, effectué par Billy, et al. fut publié dans Family Planning Perspective de mars/avril 1993. Ils rapportèrent que seulement 2,3 % avaient eu des contacts homosexuels dans les dix dernières années et que seulement 1,1 % s'étaient engagés dans une relation uniquement homosexuelle pendant la même période. Ces statistiques paraissent inférieures à certains résultats des relevés de Kinsey, ce qui peut être expliqué par les restrictions fortes « dans les dix dernières années » qu’on ne retrouve pas dans les études de Kinsey, et par l’échantillon d’âge restraint non représentatif de toute la population. Cette étude n’a pas été évaluée ni validée par l'American Statistical Association.

#### Problèmes concernant des sources
Des critiques portent également sur la façon dont Kinsey a recueilli les témoignages portant sur la sexualité infantile. Les tables 31-34 de son premier rapport, étaient présentées comme une synthèse de plusieurs témoignages. Elles établissaient, d'après le rapport, l'observation d'orgasmes prépubères. Des critiques ont été formulées concernant la façon dont ces phénomènes avaient été observés, certains craignant, au regard des témoignages recueillis, que les enfants aient subi des sévices. À la suite de ces critiques, le «  Kinsey Institute for Research in Sex, Gender, and Reproduction  », a reconnu, en 1995, que Kinsey, concernant ce passage sur l'orgasme prépubère, avait en fait retranscrit le témoignage d'une seule personne,,, qui rendait compte à Kinsey de son expérience.
Les «  observations  » de cette personne concernait des mineurs de 2 mois à 15 ans. Alfred Kinsey a ensuite présenté ces «  données  », dans les tables à 31-34 de son rapport, comme des études scientifiques émanant de plusieurs témoins,,.

#### Motivations personnelles
À l’apogée du maccarthysme et de ses campagnes contre les homosexuels, les opinions et pratiques sexuelles personnelles de Kinsey sont instrumentalisées pour discréditer ses publications, ses compétences scientifiques et pédagogiques[réf. nécessaire]. Ces tentatives de discrédit sont ravivées en 1997 par la publication de la biographie de James H. Jones, qui révèle des détails très intimes sur Kinsey, détails documentés par Kinsey et ses collègues pour participer à l’étude.
Kinsey s’était livré profondément dans le cadre d’entrainement et de préparation des personnes chargées des interviews, jouant le rôle de la personne interrogée, et révélant à cette occasion les détails les plus intimes de sa vie personnelle. La biographie de James H. Jones, Alfred C. Kinsey: A Public/Private Life, a décrit Kinsey comme bisexuel expérimentant le masochisme.
Kinsey a filmé des actes sexuels chez lui dans le cadre de ses recherches. Le biographe Jonathan Gathorne-Hardy affirme que Kinsey a pris cette décision dans le but de maintenir le secret sur les lieux de tournage, sinon le public aurait crié au scandale,. James H. Jones a de plus écrit que l'appétit de Kinsey pour du sexe hors norme et son dédain de la morale sexuelle traditionnelle de l'époque, ont incité Kinsey à éliminer la culpabilité entourant le sexe et à miner la moralité traditionnelle[source insuffisante].

### Opposition organisée
Quelques groupes, dont RSVPAmerica mené par Judith Reisman et le Family Research Council (FRC) se battent contre la promotion de la pédophilie trouvée notamment dans certains chapitres - ceux consacrés à la sexualité des enfants et nourissons - des travaux de Kinsey.
Les accusations contre Alfred Kinsey et ses recherches sur les réponses sexuelles des enfants ont d'abord été faites en 1981 par Judith Reisman. Judith Reisman dénonce que les buts cachés de Kinsey ont coloré son travail. Elle a ensuite développé ces idées dans deux ouvrages promus par RSVPAmerica: Kinsey: Crimes & Consequences et Kinsey, Sex and Fraud: The Indoctrination of a People. Judith Reisman a également réalisé la vidéo The Children of Table 34, subventionnée par le Family Research Council. La vidéo présente « les découvertes » de Judith Reisman à propos des abus sexuels perpétrés sur des enfants par différents collaborateurs de Kinsey (voir le Chapitre 5 explorant la croissance sexuelle de l'enfant dès 5 mois et des temps consacrés à leurs faire atteindre des orgasmes).
En 1998, en réponse aux principales accusations formulées par Reisman, John Bancroft, directeur du Kinsey Institute, précise que les données sur les enfants listés dans les tableaux 31 à 34 de Sexual Behavior of the Human Male provenaient en grande partie du journal intime d'une seule personne. Le journal avait débuté en 1917, bien avant les recherches qui menèrent aux Rapports Kinsey. Bancroft a de plus ajouté que Kinsey avait explicitement indiqué que les agissements de l'homme étaient illégaux et que la garantie de l'anonymat avait été nécessaire pour pouvoir recueillir ses témoignages.
Bancroft a par ailleurs réaffirmé que Kinsey n'avait jamais eu de relations sexuelles avec des enfants puisque ces informations étaient puisées dans des journaux de pédophiles, et dans une moindre mesure, d'observations communiquées par des parents ou éducateurs.
Lorsque l'Institut Kinsey a répondu, Reisman a déposé plainte en 1991 contre l'Institut Kinsey, puis contre son directeur June Reinisch, et l'Université de l'Indiana, pour diffamation et calomnie. En septembre 1993, l'avocat de Reisman s’est désisté de l'affaire, et en juin 1994, le tribunal a débouté Reisman « with prejudice », ce qui signifie en droit américain qu'elle ne peut présenter de plainte pour les mêmes motifs.
En 2004, l'American Legislative Exchange Council (ALEC), une organisation qui regroupe des lobbyistes d'entreprise et des législateurs conservateurs, publie une monographie consacrée aux travaux de Kinsey intitulée « The ALEC Report on Kinsey’s Fraud ». Judith Reismann participe à cette étude en tant que «  Conseiller Scientifique auprès du Sous-comité sur la science de pacotille  ». L'ALEC, qui souhaitait adresser la publication notamment à des agents de l'État américain, affirme que les données présentées «  révèlent des preuves irréfutables des actes illégaux et criminels se faisant passer pour la science  » prises des confessions de Kinsey dans ses propres «  Rapports  » (1948-1953). Pour le groupe, les travaux de Kinsey sont de la «  science de pacotille  » (junk science), dont le caractère scientifique est «  controuvé, idéologique et trompeur  ». Le rapport conclut que «  tout juge, législateur ou un autre fonctionnaire public qui donne foi à cette recherche est coupable de fraude et manquement au devoir  ».

## Contexte et importance

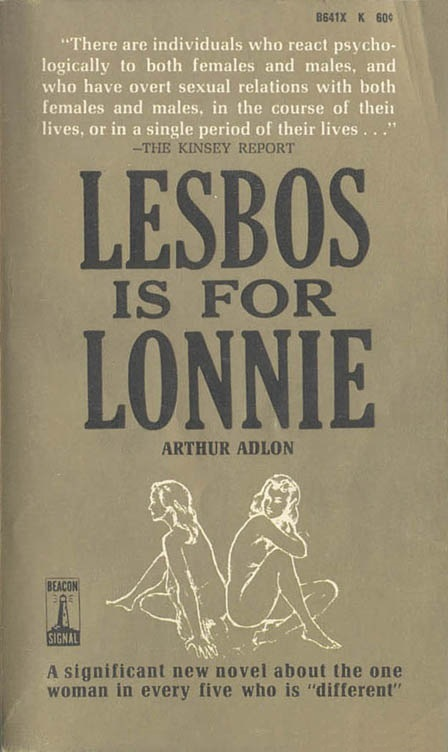
Publication pulp lesbienne de 1963 reprenant une citation des Rapports Kinsey sur la couverture.

Les Rapports Kinsey sont associés à un changement de perception, dans les années 1960, parmi le public sur la sexualité humaine. À la suite de l'introduction des premiers contraceptifs oraux, ce changement a mené à la révolution sexuelle. Également, Masters et Johnson ont publié les résultats de leurs recherches sur la physiologie du sexe, mettant fin à différents tabous et mauvaises compréhensions.
Les Rapports Kinsey se vendirent à plus de 750 000 exemplaires et furent traduits dans 13 langues. Il est difficile d'évaluer avec certitude les effets qu'ont eus sur le public les informations publiées par Kinsey, mais les Rapports Kinsey font encore au XXIe siècle l'objet de vives discussions.